# Тудоровский сельский совет
Тудоровский сельский совет (укр. Тудорівська сільська рада) — входит в состав
Гусятинского района
Тернопольской области
Украины.
Административный центр сельского совета находится в 
с. Тудоров.

## Населённые пункты совета
- с. Тудоров